# 2777 Shukshin
A 2777 Shukshin (ideiglenes jelöléssel 1979 SY11) a Naprendszer kisbolygóövében található aszteroida. Nyikolaj Sztyepanovics Csernih fedezte fel 1979. szeptember 24-én.